# Maria Gloriosa (sino)

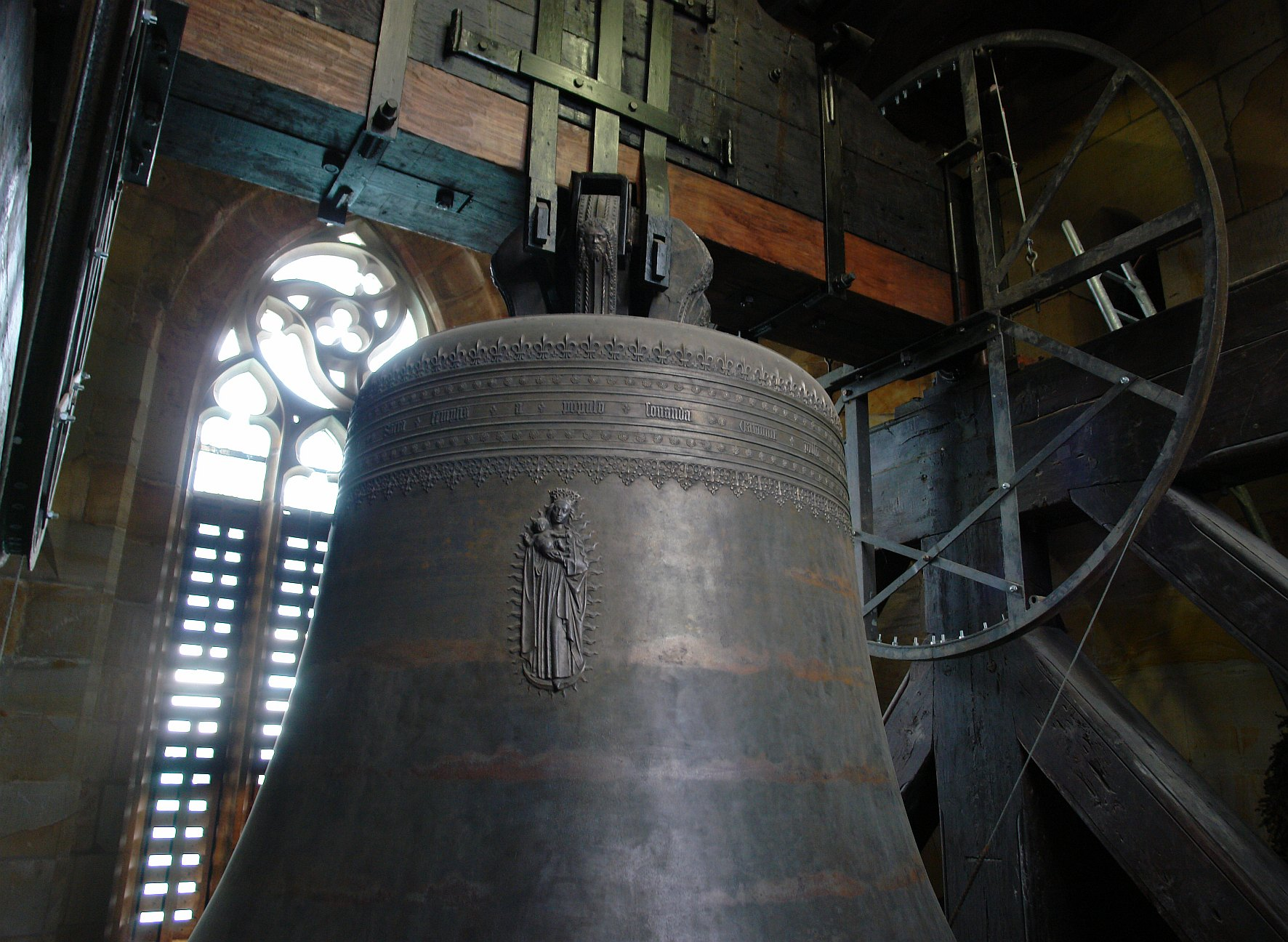
Maria Gloriosa

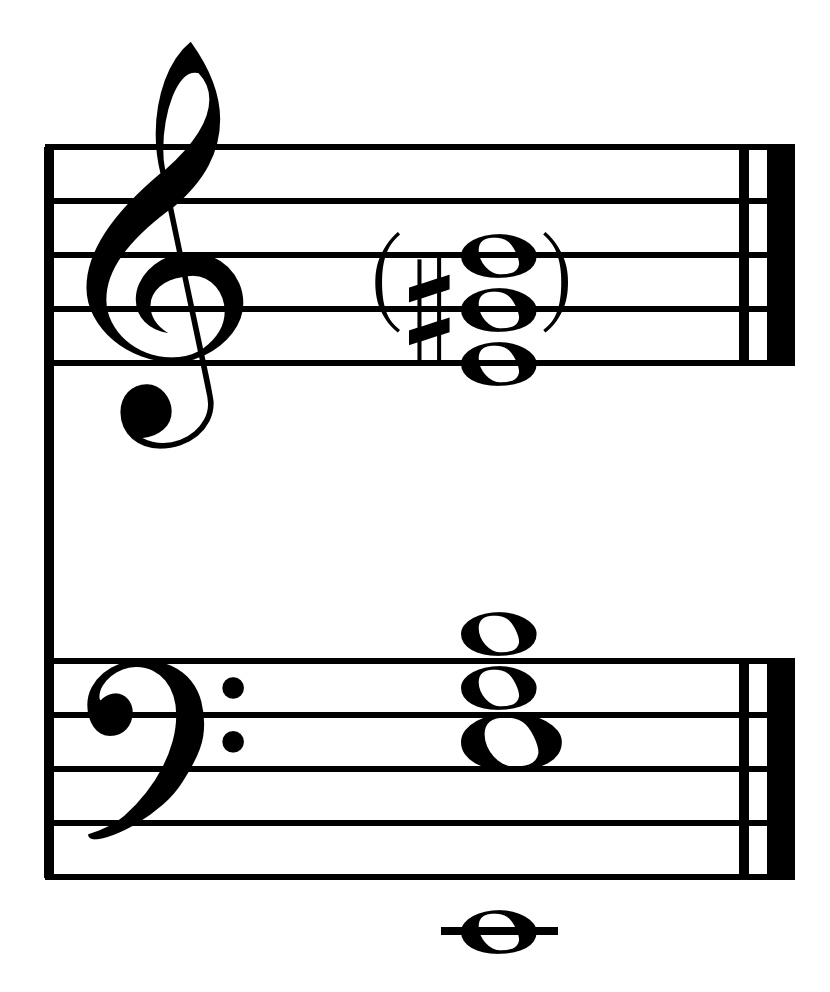
O sino de Erfurt (1497) ou qualquer sino bem afinado: nota de ataque em E, com hum nota uma oitava abaixo, terça menor, quinta, oitava ou nominal, e terça maior e quinta justa na segunda oitava.

Maria Gloriosa, ou o Sino de Erfurt, é um conhecido sino da Catedral de Erfurt, lançado por Geert van Wou em 1497. O maior sino de balanço livre medieval do mundo, agora é balançado eletricamente. Foi soldado em 1985 para reparar uma rachadura, então, em agosto de 2004, o sino foi re-fundido devido a outra rachadura de 2001.
Diâmetro:8 ft 5 3⁄4 in (2,584 mm), peso: 13 toneladas 15 cwts. [12555 kg], nota: E [norma 1497]. Alternativamente: 2570mm, 11450 kg, observe pelos padrões atuais: F-. Tem cerca de 2 metros de altura.
Como acontece com qualquer sino bem afinado, o tom de zumbido está perto de uma oitava abaixo do tom de batida, e todas as outras notas estão afinadas, incluindo a terça menor, quinta, oitava e terça e quinta maior na segunda oitava que podem ser ouvidas em grandes sinos.